# Richard Diebenkorn
Richard Diebenkorn (22 de abril de 1922 – 30 de marzo de 1993) fue un pintor estadounidense y grabador. Sus primeros trabajos se asocian con el expresionismo abstracto y el Movimiento Figurativo del Área de la Bahía de las década de 1950 y 1960. En la década de 1960 comenzó su extensa serie de pinturas abstractas geométricas y líricas. Conocidas como las pinturas de Ocean Park pinturas, esta serie de pinturas fue esencial para lograr su reconocimiento mundial.

## Biografía
Richard Clifford Diebenkorn Jr. nació el 22 de abril de 1922, en Portland, Oregón. Su familia se mudó a San Francisco, California, cuando tenía dos años de edad. Desde los cuatro o cinco años estaba continuamente dibujando. En 1940, Diebenkorn ingresó en la Universidad de Stanford, donde conoció a sus dos primeros mentores artísticos, el profesor y muralista Victor Arnautoff, que guio a Diebenkorn en la disciplina formal clásica con la pintura al óleo; y Daniel Mendelowitz, con quien compartió su pasión por la obra de Edward Hopper.
La influencia de Hopper se percibe en las obras figurativas de Diebenkorn de esa época. Mientras estudiaba en Stanford, Diebenkorn visita la casa de Sarah Stein, cuñada de Gertrude Stein, y ve por primera vez las obras de los maestros europeos modernos Cézanne, Picassoy Matisse.
Fue también durante su estancia en Stanford, cuando Diebenkorn conoció a su compañero y futura esposa, Phyllis Antonieta Gilman. Ambos se casaron en 1943 y tuvieron dos hijos juntos, su hija Gretchen (1945) y su hijo Christopher (1947). La entrada de Estados Unidos en la II Guerra Mundial interrumpió los estudios universitarios de Diebenkorn en Stanford, quien abandonó temporalmente su carrera. Diebenkorn ingresó en el Cuerpo de Marines de los Estados Unidos en 1943, donde permaneció hasta 1945.
Durante su estancia en el ejército, Diebenkorn continuó sus estudios de arte y amplió su conocimiento de la pintura europea moderna; primero, mientras estuvo matriculado, por un breve periodo de tiempo, en la Universidad de Berkeley y más tarde, en la Costa Este, mientras estuvo estacionado en la base de la Marina en Quantico, Virginia. Mientras estuvo matriculado en la Universidad de Berkeley tuvo contacto con tres influyentes profesores, Worth Ryder, Erle Loran, y Eugene Neuhaus. Tanto Ryder como Loran habían estudiado arte en Europa en la década de 1920 y trajeron de allí su conocimiento sobre el arte moderno europeo para su enseñanza. Neuhaus, por su parte, había emigrado de Alemania en 1904 y era una figura fundamental en el establecimiento de la Zona de la Bahía como un núcleo de educación y formación del gusto artístico en la Costa Oeste. En la Costa Este, cuando fue transferido a la base de Quantico, Diebenkorn aprovechó la cercanía para visitar los museos de arte de Washington D. C., Filadelfia y Nueva York. Esto le permitió estudiar de primera mano las pinturas de los maestros modernos como Matisse, Picasso, Braque, Bonnard y Miró. Durante este periodo también tuvo su primer contacto con los artistas radicados en Nueva York que estaban realizando sus primeras pinturas de inspiración surrealista. La obra de Robert Motherwell, en particular, le impresionó especialmente. Como resultado, Diebenkorn comenzó con sus propios experimentos en pintura abstracta.
En 1945, Diebenkorn fue incluido entre los efectivos militares que debían trasladarse a Japón, sin embargo, con el final de la guerra en agosto de 1945, fue licenciado y regresó a la vida civil en el Área de la Bahía.
Durante finales de la década de 1940 y principios de la década de 1950, vivió y trabajó en diversos lugares: San Francisco y Sausalito (1946-47 y 1947-50), Woodstock, Nueva York (1947), Albuquerque, Nuevo México (1950-52), Urbana, Illinois (1952-53), y Berkeley, California (1953-1966). En este periodo desarrolló su propio estilo expresionista abstracto de pintura. Después de la Segunda Guerra Mundial, el foco de atención del mundo del arte se desplazó desde la Escuela de París a los Estados Unidos y, en particular, a la Escuela de Nueva York. En 1946, Diebenkorn se matriculó como estudiante en la Escuela de Bellas Artes de California en San Francisco, ahora conocida como el Instituto de Arte de San Francisco , que estaba desarrollando un estilo propio y muy marcado de expresionismo abstracto. En 1947, después de diez meses en Woodstock gracias a una beca de viaje Alfred Bender, Diebenkorn, regresó a la Escuela de Bellas Artes de California, donde adoptó el expresionismo abstracto como vehículo para la autoexpresión. Le ofrecieron y aceptó un puesto como docente en la Escuela en 1947 y enseñó allí hasta 1950. En un primer momento estuvo influido por Clyfford Still, quien también enseñó en la Escuela de 1946 a 1950, por Arshile Gorky, Hassel Smith y Willem de Kooning. Se convirtió en uno de los artistas de referencia del expresionismo abstracto en la Costa Oeste. Entre 1950 y 1952, Diebenkorn se matriculó gracias a la G. I. Bill en el departamento de posgrado de Bellas Artes de la Universidad de Nuevo México, donde continuó adaptando su estilo de expresionismo abstracto de estilo.
Durante el curso académico 1952-53, Richard Diebenkorn ejerció como profesor en la Universidad de Illinois en Urbana donde impartió clases de pintura y dibujo. En noviembre y diciembre de 1952 tuvo su primera muestra individual en una galería de arte comercial, el Pablo Kantor Gallery en Los Ángeles, California.
En septiembre de 1953 Diebenkorn se trasladó de nuevo al área de la Bahía de San Francisco desde Nueva York, donde había pasado el verano. Estableció su casa en Berkeley, California, donde vivió hasta 1966. Fue durante los primeros años de este periodo cuando Diebenkorn abandonó su adhesión estricta al expresionismo abstracto y empezó a trabajar en un estilo más representacional. Hacia mediados de la década de 1950, Diebenkorn ya se había había convertido en un importante pintor figurativo, con un estilo que conectaba a Henri Matisse con el expresionismo abstracto. Diebenkorn, Elmer Bischoff, Henry Villierme, David Park, James Weeks y otros artistas participaron en un renacimiento de la pintura figurativa, bautizado como Movimiento Figurativo del área de la Bahía. Los temas de sus obras de este periodo incluyen interiores, paisajes, bodegones, así como la figura humana. 
Diebenkorn comenzó a tener una medida del éxito con su obra de arte durante este período. Fue incluido en varias exposiciones colectivas, así como había varias exposiciones individuales. En 1960, una retrospectiva que se presenta por el Pasadena Art Museum (ahora el Museo Norton Simon). Más tarde, que la caída de la variación de la feria se trasladó a California Palacio de la Legión de Honor en San Francisco.
Fue en el verano de 1961, durante su estancia como profesor visitante en la UCLA, cuando Diebenkorn entra por primera en contacto con el grabado, cuando un alumno colaborador le introdujo en la técnica de grabado de la punta seca. Asimismo, mientras estaba en el sur de California, fue invitado al Taller de Litografía de Tamarindo (ahora el Tamarind Institute), donde trabajó en un grupo de impresiones que terminaría en 1962.
A su regreso a Berkeley, en el otoño de 1961, comenzó a explorar seriamente la técnica de la punta seca y el grabado con Kathan Brown en la imprenta de bellas artes que esta última acababa de fundar, la Crown Point Press. En 1965, Crown Point Press imprimió y publicó una edición de 13 volúmenes encuadernados y 12 sueltos con el primer conjunto de impresiones de Diebenkorn, 41 Grabados con punta seca (este proyecto fue la primera publicación del catálogo de Crown Point Press). Diebenkorn no volvería a hacer nuevos grabados hasta 1977, cuando Brown renovó su relación artística. A partir de entonces, y hasta 1992, Diebenkorn volvió casi cada año a Crown Point Press para producir nueva obras.
Fue también en el otoño de 1961 cuando Diebenkorn fue nombrado en profesor en el Instituto de Arte de San Francisco, donde enseñó periódicamente hasta 1966. También impartió clases esporádicamente durante estos años en otras universidades, incluyendo el California College of Arts y el Mills College en Oakland, la Universidad del Sur de California (USC), la Universidad de Colorado en Boulder y la Universidad de California en Los Ángeles (UCLA).
En septiembre de 1963 Diebenkorn fue nombrado primer artista residente en la Universidad de Stanford en Palo Alto, California (hasta junio de 1964). La única obligación que conllevaba este puesto era producir obras en el estudio facilitado a tal efecto por la Universidad. Asimismo, se permitía a los estudiantes visitarlo en el estudio durante las horas establecidas. A pesar de que hizo pocas pinturas durante su tiempo en Stanford, sí que realizó un importante número de dibujos. Stanford presentó una extensa muestra de estos dibujos al final de su residencia.
Durante el otoño de 1964 y la primavera de 1965, Diebenkorn viajó a través de Europa y se le concedió un visado cultural para visitar importantes museos soviéticos y ver sus fondos de pinturas de Matisse. Cuando volvió a pintar, de nuevo en el Área de la Bahía, a mediados de 1965, sus nuevos trabajos resumieron todo lo que había aprendido durante más de una década como uno de los principales pintores figurativos.
Las pinturas de Henri Matisse, Ventana francesa en Collioure, y a Vista de la catedral de Notre-Dame, ambas de 1914, ejercieron una tremenda influencia sobre la serie de pinturas Ocean Park de Richard Diebenkorn.
Según la historiadora del arte Jane Livingston, Diebenkorn vio ambas pinturas de Matisse en una exposición en Los Ángeles, en 1966, y tuvieron un enorme impacto sobre él y su trabajo. Livingston dice acerca de la exposición de Matisse de enero de 1966 que Diebenkorn vio en Los Ángeles:
Es difícil no atribuir un peso enorme a esta experiencia, a la dirección que imprimió a su trabajo a partir de ese momento. Dos de los cuadros que vio allí resuenan en casi todos los lienzos de Ocean Park. Vista de la catedral de Notre-Dame y Ventana francesa en Collioure, ambos pintados en 1914, se exponían por primera vez en los Estados Unidos.
Livingston añade que "Diebenkorn debió experimentar la visión de Ventana francesa en Collioure como una epifanía".
En septiembre de 1966, Diebenkorn se trasladó a Santa Mónica y aceptó un puesto de profesor en la UCLA. Asimismo, se trasladó a un pequeño estudio en el mismo edificio que su viejo amigo del Área de la Bahía, Sam Francis. En el invierno de 1966-67 regresó a la abstracción, esta vez con un estilo de marcado carácter personal y geométrico, que claramente se apartaba de su primer periodo expresionista abstracto. La serie de Ocean Park, que comenzó en 1967 y desarrolló durante los siguientes 18 años, se convirtió en su obra más famosa y acabó comprendiendo aproximadamente 135 pinturas. Basada en el paisaje aéreo y quizás en la perspectiva desde la ventana de su estudio, estas composiciones abstractas de gran tamaño reciben el nombre de la comunidad en Santa Mónica donde tenía su estudio. Diebenkorn se retiró de la UCLA en 1973. La serie Ocean Park enlaza sus primeros trabajos expresionistas abstractos con el estilo abstracto color field y la abstracción lírica. 
En 1986, Diebenkorn decidió dejar Santa Mónica y California del sur. Después de viajar y visitar varias zonas en el oeste de los Estados Unidos, en 1988, Diebenkorn y su mujer se establecieron en Healdsburg, California, donde construyó un nuevo estudio. En 1989 empezó a padecer problemas graves de salud que afectaban al corazón. Aunque siguió produciendo impresiones,dibujos y pinturas más pequeñas, su mal estado de salud le impidió completar pinturas más grandes. En 1990, Diebenkorn produjo una serie de seis aguafuertes para la edición de los "Poemas de W. B. Yeats" de la editorial Arion Pres, que incluía poemas seleccionados y comentados por Helen Vendler.
Diebenkorn murió debido a complicaciones derivadas de un enfisema en Berkeley, el 30 de marzo de 1993.

## Exposiciones
Diebenkorn tuvo su primera exposición en el Museo Legion of Honor de California en San Francisco en 1948. La primera gran retrospectiva de su obra tuvo lugar en el Museo Albright–Knox en Buffalo, Nueva York, en 1976-77; la exposición, a continuación, viajó a Washington D. C., Cincinnati, Los Ángeles y Oakland. En 1989, John Elderfield, entonces curador en el Museo de Arte Moderno de Nueva York, organizó una exposición de obras de Diebenkorn en papel, que constituían una parte importante de su producción.
En 2012, la exposición Richard Diebenkorn: The Ocean Park Series, comisariada por Sarah C. Bancroft, viajó al Museo de Arte Moderno de Fort Worth, al Museo de Arte del Condado de Orange, y a la Galería de Arte Corcoran en Washington D. C.
Las principales y más recientes muestra en el área de la Bahía de San Francisco incluyen Diebenkorn: The Berkeley Years, julio-septiembre de 2013, en el Museo De Young en San Francisco; una exposición de trabajos menores en el Museo de Arte del Valle de Sonoma, en la ciudad de Sonoma, California, entre el 6 de junio y el 23 de agosto de 2015; y Matisse/Diebenkorn, una gran exposición destacando la influencia de Matisse sobre Richard Diebenkorn, en el Museo de Arte Moderno de San Francisco, del 11 de marzo al 29 de mayo de 2017.

## Colecciones
Las obras de Diebenkorn pueden encontrarse en un buen número de colecciones públicas, incluyendo las del Museo de Arte de Nuevo México, Santa Fe, Nuevo México; el Museo de Arte de Honolulu, en Honolulu, Hawái; la Albertina, Viena, Austria; el Museo Albright–Knox, de Buffalo, Nueva York; el Instituto de Arte de Chicago, Chicago, el Museo de Arte de Baltimore; el Museo Carnegie de Pittsburgh; la Galería de Arte Corcoran, Washington D. C., el M. H. de Young Memorial Museum en San Francisco; el Museo Hirshhorn y Jardín de Esculturas, Washington D. C.; el Museo de Arte del Condado de Los Ángeles; el Instituto de Artes de Minneapolis; el Museo de Bellas Artes de Houston, Texas; la Colección Phillips de Washington D. C.; el Museo de Arte Moderno de San Francisco, San Francisco; el Museo Solomon R. Guggenheim, Nueva York; y el Museo Whitney de Arte Estadounidense, Nueva York. El Centro para las Artes Visuales Iris & B. Gerald Cantor en la Universidad de Stanford conserva 29 cuadernos de bocetos de Diebenkorn, así como una colección de pinturas y otras obras sobre papel.

## Reconocimiento
En 1991, Diebenkorn fue galardonado con la Medalla Nacional de las Artes. En 1979, fue elegido miembro supernumerario de la Academia Nacional de Dibujo de Estados Unidos y se convirtió en académico numerario en 1982.

## Mercado del arte
En 2012, la obra de Diebenkorn Ocean Park #48 pintada en 1971 se convirtió en la pintura más cara del artista jamás subastada cuando fue vendida por $13,25 millones de dólares en Christie's de Nueva York, superando en muy buena medida el récord anterior establecido en Christie's, cuando un Ocean Park #48 pintado en 1980 se vendió por $7,69 millones de dólares. En una subasta de la casa Sotheby's de la colección privada de Rachel Lambert Mellon, el diseñador de moda italiano Valentino Garavani compró Ocean Park #89 (1975), una pintura abstracta de una puesta de sol, por $9,68 millones de dólares.

## Biografía
- Jane Livingston, The Art of Richard Diebenkorn, with essays by John Elderfield, Ruth E. Fine, and Jane Livingston. Museo Whitney de Arte Estadounidense, 1997, ISBN 0-520-21257-6
- Marika Herskovic, American Abstract Expressionism of the 1950s An Illustrated Survey, Archivado el 29 de septiembre de 2007 en Wayback Machine. (New York School Press, 2003.) ISBN 0-9677994-1-4. pp. 102–105
- Marika Herskovic, American Abstract and Figurative Expressionism: Style Is Timely Art Is Timeless. (New York School Press, 2009.) ISBN 978-0-9677994-2-1. pp. 80–83
- Bancroft, Sarah, Richard Diebenkorn: The Ocean Park Series. Newport Beach: Orange County Museum of Art, 2012, ISBN 978-3-7913-5138-4

- Nancy Marmer, "Richard Diebenkorn: Pacific Extensions," Art in America, enero/Febrero 1978, pp. 95–99.
- Gerald Nordland (1987). Richard Diebenkorn. Nueva York, Rizzoli. ISBN 978-0847823482.